# Dalea tridactylites
Dalea tridactylites är en ärtväxtart som beskrevs av Rupert Charles Barneby. Dalea tridactylites ingår i släktet Dalea, och familjen ärtväxter. Inga underarter finns listade i Catalogue of Life.